# Giovanni Cuomo
Giovanni Cuomo (Salerno, 23 dicembre 1874 – Salerno, 24 marzo 1948) è stato un politico e avvocato italiano.

## Biografia
Figlio di Carmine Cuomo e Angiolina De Fendis frequentò il liceo ginnasio Tasso di Salerno. Si laureò in lettere presso l'Università di Napoli dedicandosi successivamente all'insegnamento. Fu tra i sostenitori della creazione di un istituto commerciale in Salerno di cui in seguito divenne direttore. Conseguita la laurea in legge sempre a Napoli il 29 luglio 1905, si dedicò all'attività professionale, dopo essere ricorso contro le disposizioni di divieto in materia di libera professione per coloro che esercitavano l'insegnamento. Il 16 settembre 1898 fu eletto consigliere comunale a Salerno e nel 1902 entrò nella giunta presieduta da Andrea De Leo nella quale assunse la delega agli assessorati alle finanze e della pubblica istruzione. Dalla fine della prima guerra mondiale svolse un'intensa attività politica impegnandosi sia localmente per la creazione di una organizzazione liberaldemocratica di ispirazione nittiana, sia candidandosi alla Camera nella lista democratico-liberale alla quale aderirono anche Giovanni Amendola e Andrea Torre.
Fu eletto deputato per la prima volta il 16 novembre 1919 nella XXV legislatura del Regno d'Italia e fu membro della Commissione permanente per la Pubblica Istruzione. Rieletto nella XXVI Legislatura fu fedele alla linea liberale di Amendola e si impegnò soprattutto a favore di Salerno, spendendosi in numerose occasioni in Parlamento per ottenere l'assegnazione di fondi per la città. All'avvento del fascismo, decise di ritirarsi dalla vita politica attiva per dedicarsi all'esercizio della professione forense e all'insegnamento. Fu un antifascista moderato, evitando di prendere posizioni esplicite contro il regime.
Alla caduta del fascismo, nel luglio 1943 fu nominato Commissario prefettizio del Comune di Salerno, mantenendo la carica fino all'11 gennaio 1944. Nel primo governo Badoglio fu nominato sottosegretario all'educazione nazionale, ma dall'8 settembre di fatto resse il dicastero essendo il ministro Severi rimasto bloccato a Roma. Divenne nel febbraio 1944 ministro, nel periodo di Salerno Capitale, del dicastero che nel maggio 1944 avrebbe riassunto la dizione di Ministero della Pubblica Istruzione. È in veste di ministro che il 9 marzo 1944 Cuomo firma
il decreto istitutivo dell'"Istituto Superiore di Magistero Pareggiato", da lui fortemente voluto nonostante la contrarietà dell'ambiente accademico
napoletano. L'Istituto di
Magistero, di cui Cuomo fu presidente del consiglio di amministrazione fino al 1947, si trasformò in Università degli Studi di Salerno nel dicembre 1968 a seguito della creazione della facoltà di Lettere e Filosofia.
Eletto deputato all'assemblea Costituente nel collegio elettorale di Salerno con 12 297 voti preferenziali, aderì al gruppo parlamentare Unione Democratica Nazionale. Nominato senatore di diritto nel dicembre 1947, non poté prendere possesso della carica per il sopraggiungere della morte.
Un suo busto di dimensioni colossali era nel suo palazzo di famiglia e poi salvato dalla distruzione dalla Provincia di Salerno.

## Biblioteca personale

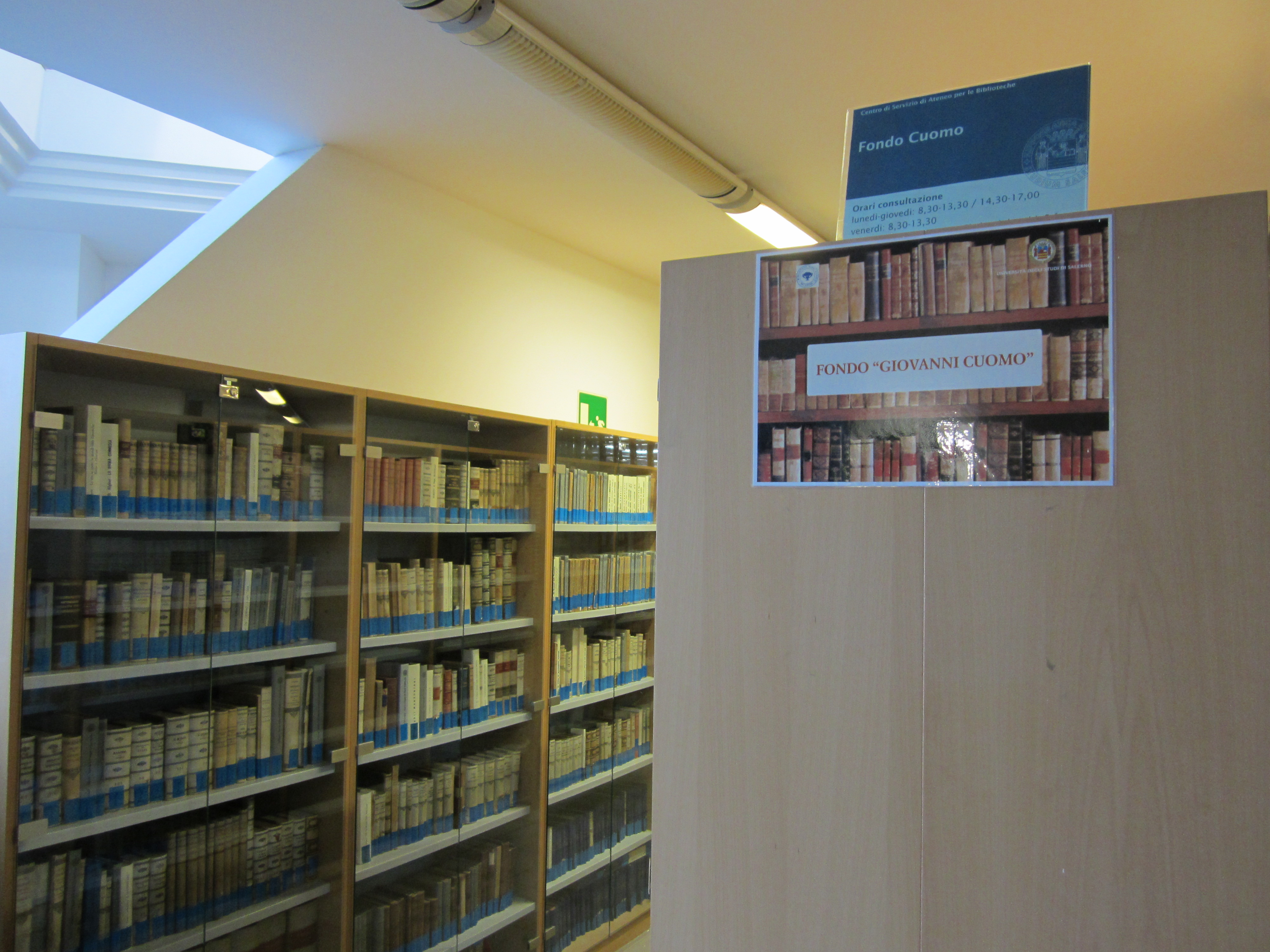
Particolare del Fondo Cuomo, conservato nella Biblioteca E.R. Caianiello

La sua biblioteca personale è conservata presso la biblioteca centrale "Eduardo Renato Caianiello", dell'Università di Salerno. Devoluta inizialmente dagli eredi al Comune di Salerno, nell'ottobre del 1976 la Giunta Comunale ne dispose il trasferimento all'università. In seguito ai sopralluoghi effettuati dal rettore Nicola Cilento e dal professor Massimo Panebianco a Palazzo Santoro, venne organizzato il trasferimento presso la biblioteca della facoltà di economia e commercio e giurisprudenza, all'epoca in Via Prudente a Salerno. Nel 1997 il fondo librario confluì insieme alle raccolte provenienti dalle biblioteche di facoltà nella biblioteca centrale dove, attualmente, è sistemato al secondo piano della struttura.
Per la parte monografica, il fondo è costituito da circa novemila volumi di cui più di un terzo è di natura letteraria. Fra i titoli classici greci e latini, emerge per numero Cicerone, al quale Cuomo dedicò un saggio nel 1899. Oltre la metà di questa sezione è rappresentata dai maggiori autori della fine dell'Ottocento e del primo novecento italiani spesso in edizioni coeve, fra i quali Carducci, Pascoli e D'Annunzio i più presenti, quest'ultimo con trentotto titoli. Notevole presenza inoltre di critica letteraria, principalmente dantesca, ambito nel quale lo stesso Cuomo si cimentò. Per le letterature straniere prevalgono le opere dei romanzieri maggiori francesi, inglesi e russi dell'ottocento, frequentemente nelle popolari traduzioni pubblicate da Treves e Corbaccio.

## Opere
Parte delle opere di Giovanni Cuomo sono presenti in Salernum. Biblioteca digitale salernitana, progetto nato nel 2012 e curato dal Centro Bibliotecario di Ateneo dell'Università di Salerno nell'ambito dell'archivio istituzionale ad accesso aperto.
Scritti di ambito letterario
- Dell'ingegno poetico di Cicerone, Salerno, Jovane, 1899.
- Noterelle critiche, Salerno, Jovane, 1899.
- Intime, Salerno, Fruscione, 1900.
- Il Torrismondo del Tasso e l'Edipo di Sofocle, Napoli, Emil Press, 1900.

Scritti di ambito giuridico e politico
- Il delitto di mandato, Napoli, 1905.
- La mia incompatibilità forense, Salerno, Jovane, 1906.
- Il lavoro e l'evoluzione economica, Napoli, 1907.
- Gli studi professionali moderni specialmente in Italia, Napoli, Emil Press, 1907.
- Relazioni e proposte per l'ordinamento, i programmi, le funzioni e le finalità degli istituti e delle scuole commerciali, Salerno, 1908.
- Gli istituti di rappresentanza commerciale. Profilo e attribuzioni nella storia e nel diritto, Salerno, 1911.
- Discorsi parlamentari, Salerno, Spadafora, 1924.